# Melanopareia bitorquata
El pecholuna de doble collar (Melanopareia bitorquata) es una especie –o la subespecie Melanopareia torquata bitorquata, dependiendo de la clasificación considerada– de ave paseriforme perteneciente al género Melanopareia, que es el único que integra la familia Melanopareiidae. Es nativa del centro de América del Sur.

## Distribución y hábitat
Se distribuye en el este de Bolivia, en el este del departamento de Santa Cruz y adyacencias de Brasil, en el suroeste del estado de Mato Grosso.
Esta especie es considerada poco común en sus hábitats naturales: las sabanas arbustivas y pastos del Cerrado.

## Sistemática

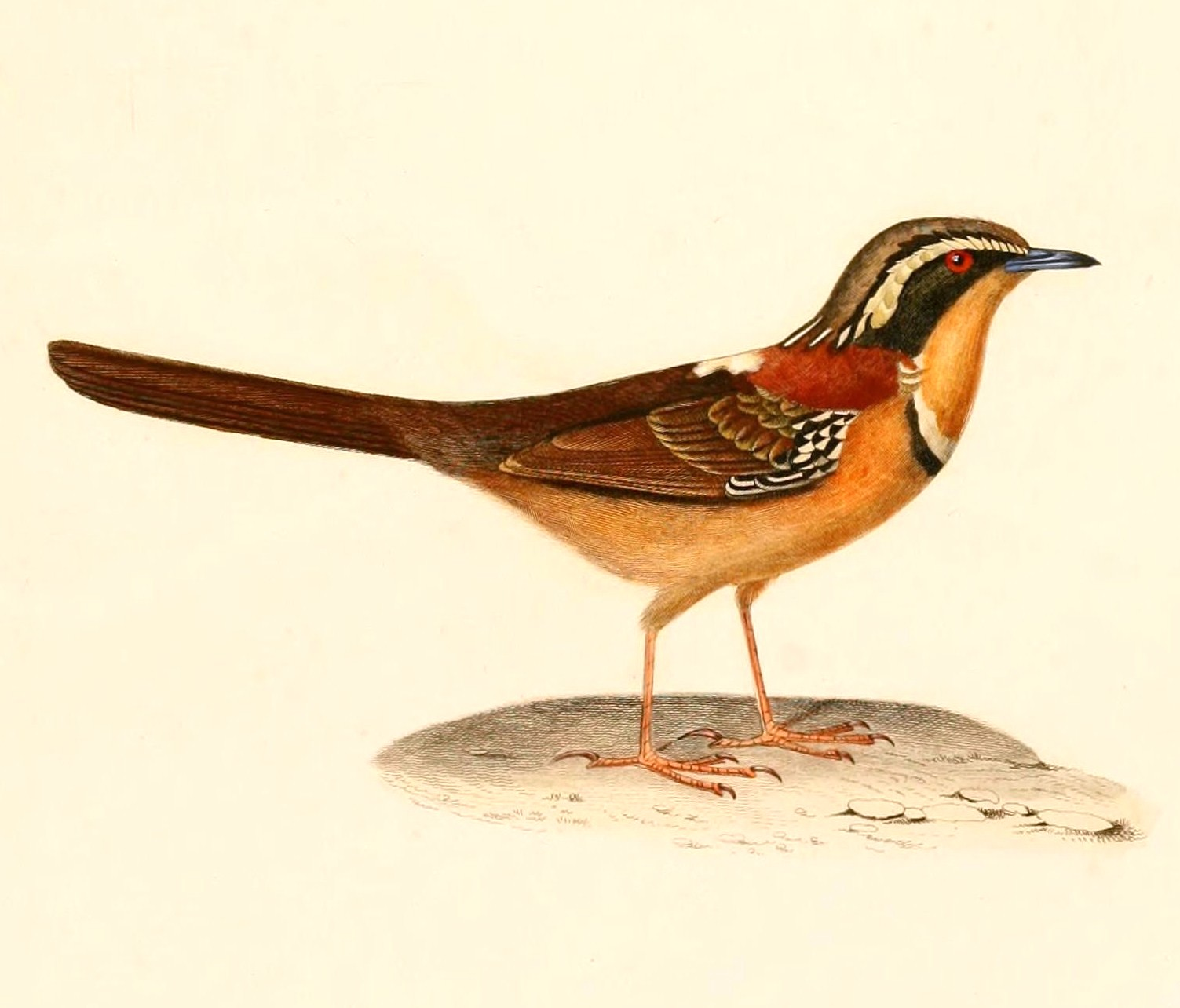
'Synallaxis bitorquata = Melanopareia bitorquata, ilustración en d’Orbigny, Voyage dans l'Amérique méridionale, 1847.

### Descripción original
La especie M. bitorquata fue descrita por primera vez por los naturalistaa franceses Alcide d'Orbigny & Frédéric de Lafresnaye en 1837 bajo el nombre científico Synallaxis bitorquatus; su localidad tipo es: «Chiquitos, Bolivia».

### Etimología
El nombre genérico femenino «Melanopareia» se compone de las palabras del griego «melas, melanos»: negro, y «parēion»: mejilla; significando «con la mejilla negra»; y el nombre de la especie «bitorquata», proviene del moderno latín «bitorquatus», que significa «de doble collar».

### Taxonomía
La presente especie es tratada como una subespecie del pecholuna brasileño (Melanopareia torquata), pero la clasificación del Congreso Ornitológico Internacional (IOC) la considera una especie separada con base en características del plumaje presentadas por Lopes & Gonzaga (2016). Sin embargo esto no es todavía reconocido por otras clasificaciones. Es monotípica.
Las principales diferencias apuntadas por Lopes & Gonzaga (2016) para justificar la separación son: las partes inferiores de color pardo vivo (descrito como ocre profundo por Ridgely & Tudor (2009); partes superiores más oliváceas; una mancha interescapular blanca mayor y sin plumas grises en la base; y, lo más distintivo, un collar nucal doble compuesto de una banda ancha color canela rufo marginada por una banda estrecha de plumas negras con una barra central blanca. Diferentemente de las dos subespecies de M. torquata cuyo plumaje varía clinalmente, no se conocen especímenes intermediarios con la presente en la región de parapatría en el oeste de Mato Grosso.